# Blattoidealestes
Blattoidealestes is een geslacht van uitgestorven therocephalide therapsiden uit het Midden-Perm van Zuid-Afrika. Blattoidealestes dateert uit het Midden-Perm en is een van de oudste therocephaliërs. Het lijkt qua uiterlijk op de kleine therocephaliër Perplexisaurus uit Rusland en kan nauw verwant zijn.

## Naamgeving
De typesoort Blattoidealestes gracilis werd in 1954 benoemd door de Zuid-Afrikaanse paleontoloog Lieuwe Dirk Boonstra uit de Tapinocephalus Assemblage Zone. De geslachtsnaam combineert een verwijzing naar de Blattodea, de kakkerlakken, met het Grieks lestes,'rover'. Boonstra meende dat een zo licht dier zich wel met insecten zou voeden. De soortaanduiding betekent 'lichtgebouwd' in het Latijn. 
Het holotype-exemplaar van Blattoidealestes werd ontdekt in 1918 in Prince Albert, West-Kaap en gecatalogiseerd als SAM 4321. SAM 4321 bestaat uit een schedel en een gedeeltelijk postcraniaal skelet.

## Beschrijving
Met ongeveer vijfenvijftig millimeter is de schedel extreem klein voor een therocephaliër. Hij was zwaar vervormd tijdens fossilisatie en preparering, waarbij de rechterkant zwaar was geërodeerd en het grootste deel van de schedel was afgebroken van het hoofdblok. De snuit is relatief kort en de oogkassen zijn erg groot. Snuit en onderkaak zijn naar boven gekromd. De onderkaak is slank, met een uitsteeksel dat het coronoïde uitsteeksel wordt genoemd, zeer prominent aanwezig. De schedel draagt veel kleine tanden, waaronder een paar hoektanden in de boven- en onderkaak. Er staan minstens acht postcanine tanden achter de hoektand van de bovenkaak. Elke postcanine tand heeft laterale groeven op het oppervlak, waardoor verschillende kleine knobbels ontstaan. Cuspide tanden komen vaak voor bij therocephaliërs uit het Laat-Perm en het Trias, en de nauw verwante cynodonten, die de voorouders van zoogdieren zijn, maar geen eerdere theriodont bezit dit type tand. Daarom vertegenwoordigt Blattoidealestes het oudste fossiel verslag van multicuspidale tanden onder theriodonten.

## Fylogenie
Hoewel het een van de eerste leden van de groep is, bevindt Blattoidealestes zich in een afgeleide positie onder de therocephaliërs. Vanwege zijn kleine formaat werd Blattoidealestes oorspronkelijk geclassificeerd met andere kleine therocephaliërs in de groep Scaloposauria. Scaloposauria is de afgelopen jaren buiten gebruik geraakt en wordt nu beschouwd als een polyfyletische verzameling juveniele therocephaliërs. Samen met vele andere kleine scaloposauriërs, is Blattoidealestes nu geclassificeerd als een lid van de geavanceerde therocephalide clade Baurioidea.